# بوچ بوخهولز
 بوچ بوخهولز (انگلیسی: Butch Buchholz؛ زاده ۱۶ سپتامبر ۱۹۴۰) یک تنیس‌باز اهل ایالات متحده آمریکا است.